# ماداغیس
ماداغیس (به ارمنی: Մադաղիս) یک منطقه‌ی مسکونی در جمهوری آرتساخ است که در استان مارتاکرت واقع شده‌است. ماداغیس ۴۰۴ نفر جمعیت دارد و ۴۳۴ متر بالاتر از سطح دریا واقع شده‌است.

## درگیری‌های قره‌باغ
روز دوم اکتبر سال ۲۰۲۰، وزارت دفاع جمهوری آذربایجان از بازپس‌گرفتن سوقووشان (ترکی آذربایجانی: Suqovuşan خبر داد. سوم اکتبر الهام علی‌اف، رئیس‌جمهوری آذربایجان، به اهتزاز درآمدن پرچم جمهوری آذربایجان، بر فراز سوقووشان را به عموم مردم این کشور اعلام کرد. بعد پس از آزادسازی ماداغیس؛ با دستور الهام علیف، رئیس‌جمهور آذربایجان، نام این روستا به نام قبلی خود «سو قووشان» بازگردانده شد.
اما شوشان استپانیان سخنگوی وزارت دفاع ارمنستان و آرتسرون هوهانیسیان این خبر را تکذیب کردند.

## نگارخانه

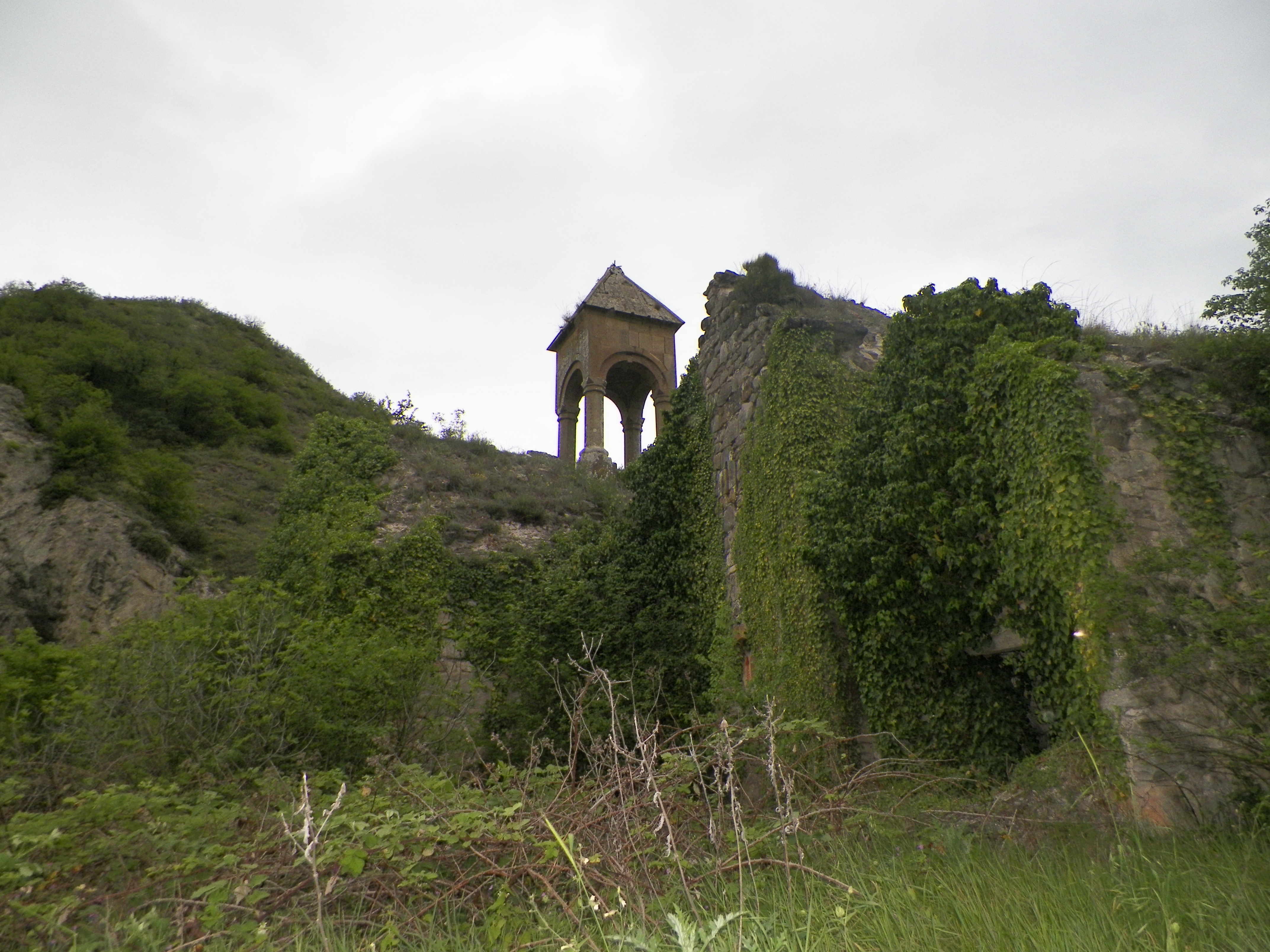
صومعه یغیشه آراکیال در نزدیکی ماداغیس، ساخته‌شده در سده پنجم میلادی
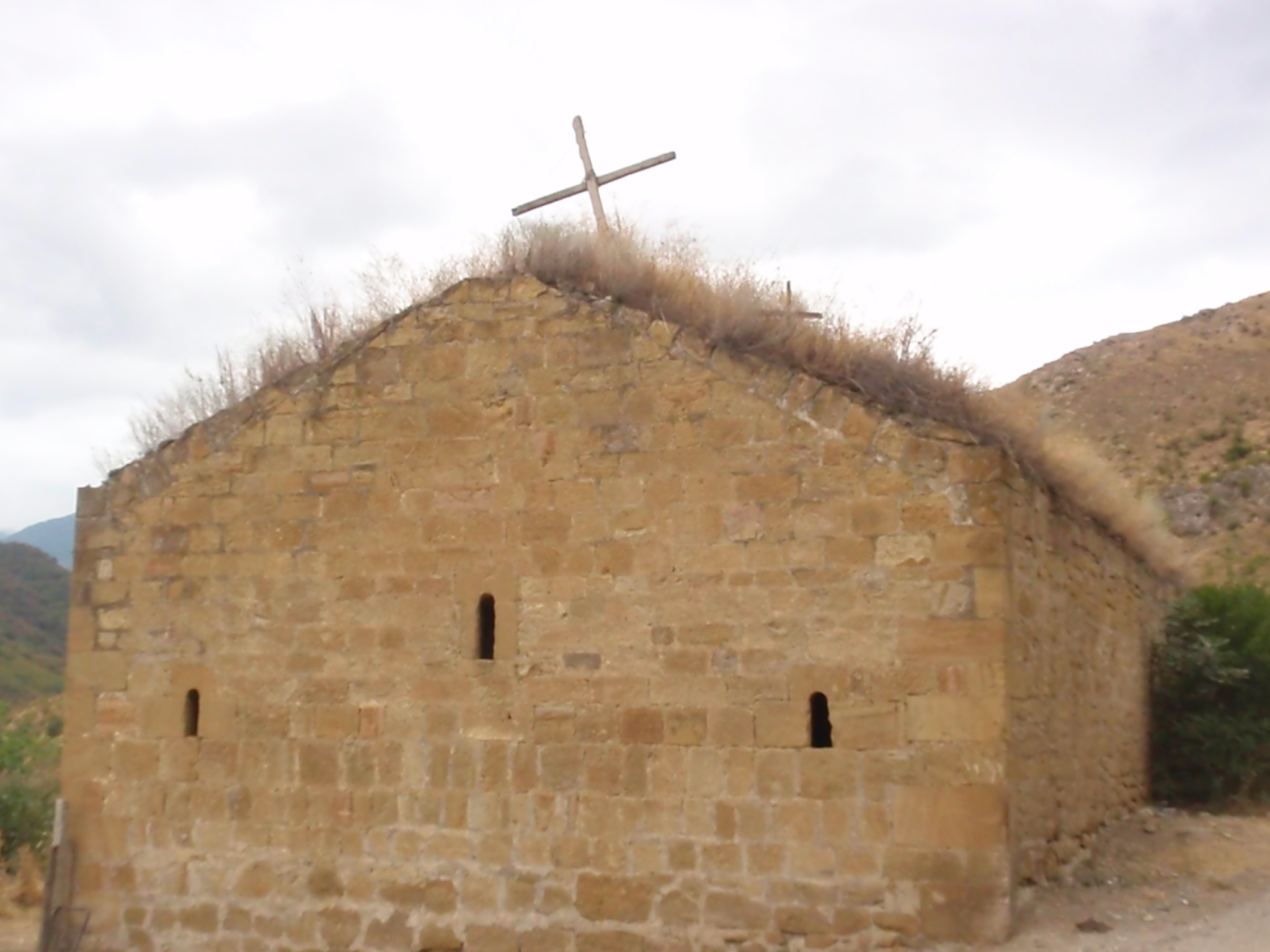
کلیسای سنت یغیشه در بخش شمال‌غربی ماداغیس
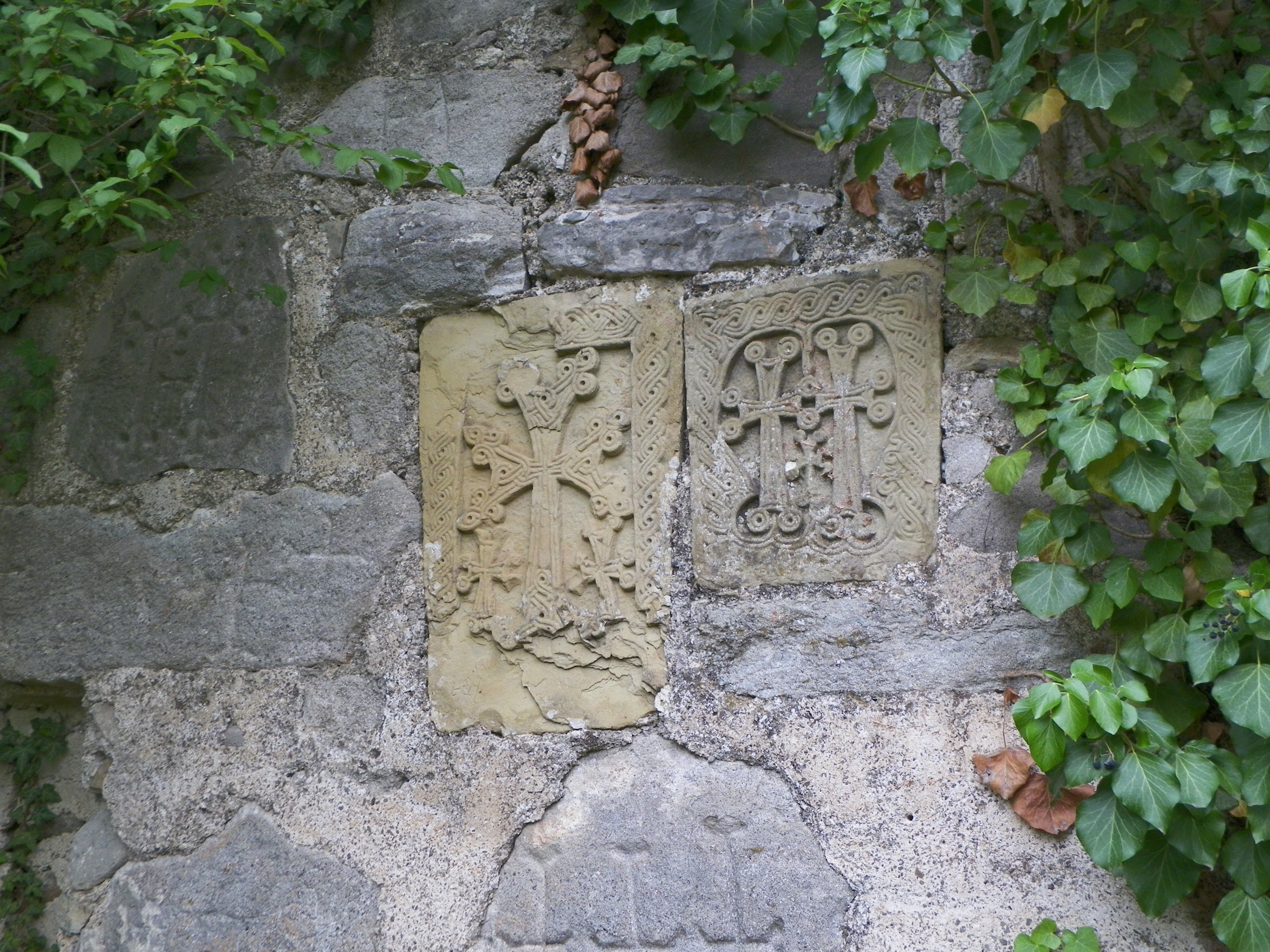
خاچکار‌های ارمنی که بر دیوار کلیسای سنت یغیشه جای دارند
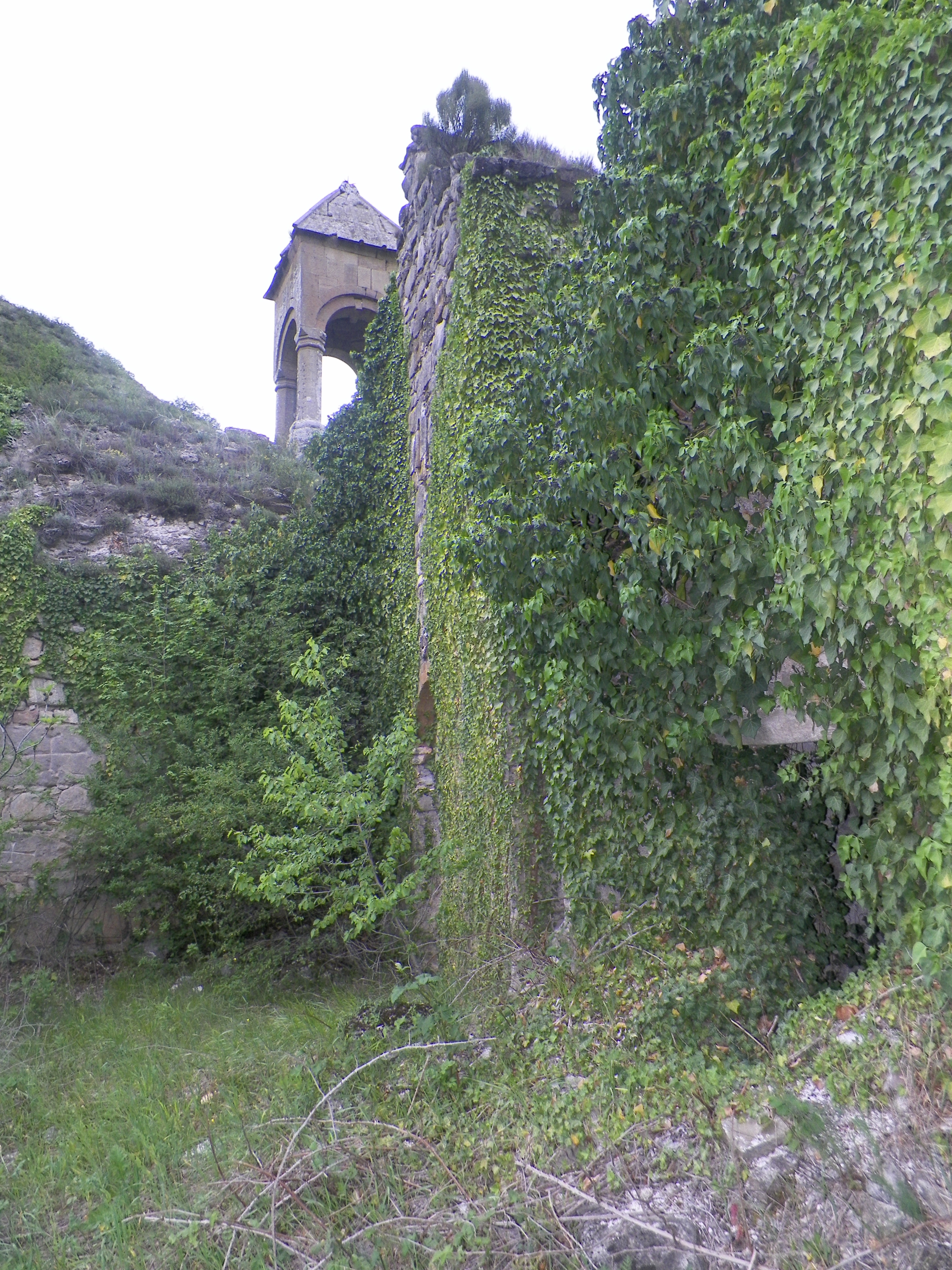
محوطه کلیسای سنت یغیشه
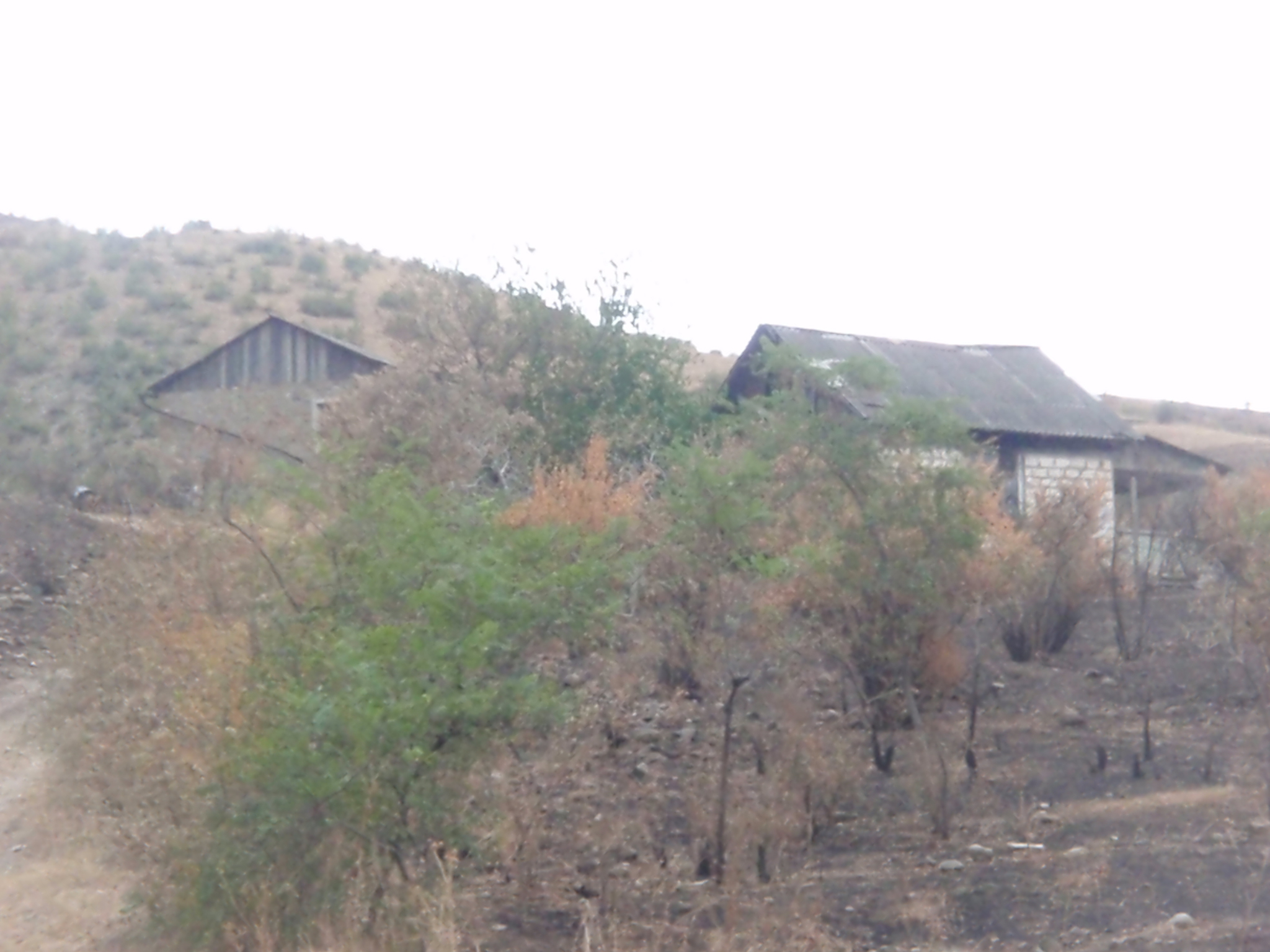
مناطق مسکونی ماداغیس